# Guillermo Arsenio de Izaga
Guillermo Arsenio de Izaga y Ojembarrena (Orduña, 1885 – Madrid, 15 febbraio 1951) è stato un bibliotecario, giornalista e pubblicista spagnolo, difensore del carlismo.

## Biografia
Guillermo Arsenio de Izaga y Ojembarrena nacque nel febbraio 1885 a Orduña, figlio di Timoteo Izaga Salmantón e Petra Ojembarrena Montalbán. Dopo aver studiato al Colegio de Estudios Superiores de Deusto, conseguì il dottorato in Diritto e in Filosofia e Lettere presso l'Università di Salamanca.
into un concorso, entrò nel Corpo degli Archivisti, Bibliotecari e Archeologi. Iniziò la sua attività professionale come bibliotecario presso l'Università di Medicina di Madrid, per poi passare alla Real Academia de la Historia, dove rimase per il resto della sua vita.
Militante tradizionalista fin dalla giovinezza, fu redattore a Madrid dei settimanali Juventud Tradicionalista (dal 1912 al 1919), El Restaurador (1920) e Hoja de las Juventudes (1920). Dopo la divisione del Partido Católico Tradicionalista, partecipò alla Giunta giamista di Biarritz nel 1919. Nel maggio 1920 fu nominato redattore dell'organo ufficiale della Comunione Tradizionalista, El Correo Español, incarico che mantenne fino alla scomparsa del giornale nel novembre dell'anno successivo. Nel luglio del 1929 fu chiamato a dirigere il settimanale El Cruzado Español, organo del jaimismo di Castilla la Nueva, fino al 1932, quando fu sostituito da Bruno Ramos Martínez.
Allo scoppio della Guerra civile spagnola, fu catturato dalle autorità nella zona repubblicana e temeva di essere fucilato, anche se non fu mai giustiziato. Durante la prigionia, si sforzò di mantenere e suscitare il fervore religioso e patriottico degli altri prigionieri, scrivendo composizioni devote e le sue memorie, che pubblicò nel 1940 con il titolo Los presos de Madrid (1940), in cui scrisse:
Dopo la guerra è stato caporedattore della prima sezione della rivista Bibliotheca Hispana, dell'Instituto Nicolás Antonio, del CSIC, dove ha pubblicato diversi articoli, oltre alle opere La bibliografía de orientación religiosa-móral. Estudio especial de la infantil e Orientaciones biblioteconómicas: Las bibliotecas norteamericanas. Su organización, su funcionamiento y sus enseñanzas (1950).

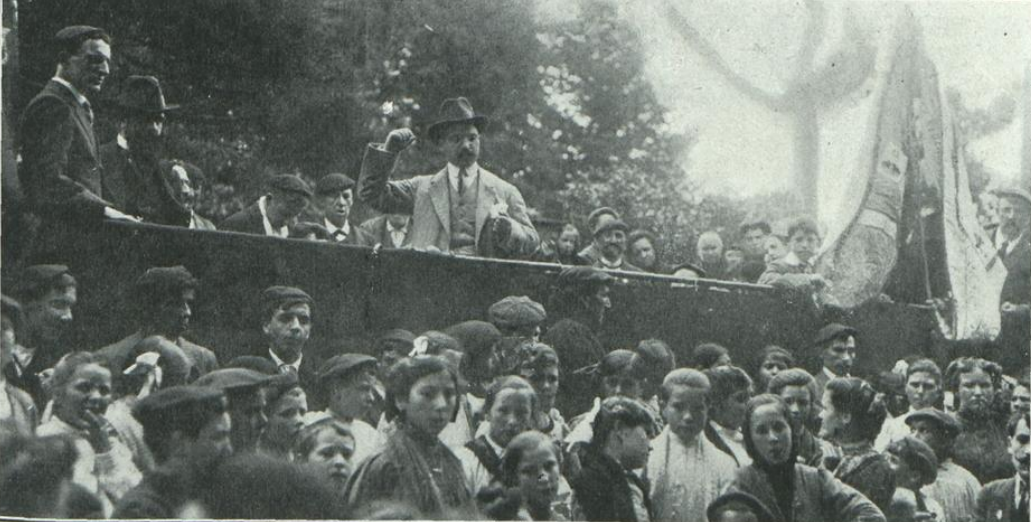
Discorso di Arsenio Izaga a nome della Gioventù Tradizionalista di Orduña (1911)

Contribuì al processo di beatificazione di Pedro de Bardeci, nativo di Orduña, scrivendo La humildad exaltada o fray Pedro de Bardeci, venerable de la Orden de San Francisco y gloria de Orduña (1950), con lo pseudonimo di G. Regino de Asaiza.
Alla sua morte lasciò inediti un Diccionario de seudónimos, Apuntes para la historia de Orduña  e un'opera sul tomista Jaime Balmes. Per le sue opere utilizzò diversi pseudonimi o anagrammi, tra cui: Modestinus, Guillen de Vinatea, El Licenciado Poza, Regino de Asaiza, Iñigo de Vasconia, El Doctor Montalbán, El Marqués de la Fortaleza, Guiario e Ego sum.

## Opere
- El Catecismo del verdadero español
- El Programa Tradicionalista
- Las Cortes Españolas (1905)
- Los conciertos económicos vascongados (1909)
- Balmes, periodista (1911)
- Junta Magna de Biarritz (1919)
- La Tradición y Euskeria (1931)
- La sucesión legítima de la Monarquía española, según el pensamiento de la princesa de Beira (1935)
- La usurpación de un trono (1940)
- Los presos de Madrid: Recuerdos e impresiones de un cautivo de la zona roja (1940)
- La bibliografía de orientación religiosa-móral. Estudio especial de la infantil (1947)
- Orientaciones biblioteconómicas. Las bibliotecas norteamericanas. Su organización, su funcionamiento y sus enseñanzas (1950)
- La humildad exaltada o fray Pedro de Bardeci, venerable de la Orden de San Francisco y gloria de Orduña (1950)